# Kim Young-chan
Đây là một tên người Triều Tiên, họ là Kim.
Kim Young-chan (tiếng Hàn: 김영찬; Hanja: 金英讚; sinh ngày 4 tháng 9 năm 1993) là một cầu thủ bóng đá Hàn Quốc thi đấu ở vị trí trung vệ cho Jeonbuk Hyundai ở K League Classic.

## Sự nghiệp
Kim được lựa chọn bởi Jeonbuk Hyundai ở đợt tuyển quân K League 2013.
Anh chuyển đến Daegu FC theo dạng cho mượn ngày 9 tháng 7 nhưng chỉ có 6 lần ra sân cho Daegu.
Ngày 21 tháng 1 năm 2014, Suwon FC xác nhận một bản hợp đồng cho mượn của Kim.